# Lophostoma aequatorialis
Lophostoma aequatorialis — вид родини листконосові (Phyllostomidae), ссавець ряду лиликоподібні (Vespertilioniformes, seu Chiroptera).

## Опис
Кажан середнього розміру, з довжиною голови і тіла від 70 до 77 мм, довжина передпліччя між 52 і 56 мм, довжина хвоста від 16 до 22 мм, довжина стопи від 14 до 18 мм, вухо довжиною між 31 і 35 мм і вага до 30 гр. Шерсть довга і м'яка. Спинна частина сірувато-бура, в той час як черевна частина вкрита оливково-коричневим волосся з білими кінчиками. Морда гола. Вуха великі, округлі і з'єднані при основі мембраною. Крилові мембрани короткі, широкі і бурого кольору. Хвіст короткий.

## Середовище проживання
Країни поширення: Еквадор. Знаходиться у високих вічнозелених лісах і сухих лісах. 

## Звички
Каріотип: 2n=34 FNa=62. Він подорожує по лісу підліском; короткі, широкі крила передбачають повільний, дуже маневрений політ. Хоча в основному комахоїдний, фрукти і пилок може бути з'їдені під час сухого сезону.

## Загрози та охорона
Руйнування середовища проживання є загрозою. Зустрічаються в декількох природоохоронних територій, але між цими областями чисельність населення зменшується швидко. 